# Питомник имени Лукашова
Питомник имени Лукашова — природный парк в черте города Хабаровска, Россия. Ранее — питомник плодово-ягодных культур и памятник природы краевого значения. Назван именем учёного-селекционера Артемия Максимовича Лукашова.

## История
Питомник был организован 31 июля 1934 года постановлением Президиума Дальневосточного краевого Исполнительного комитета Советов РК и РД № 911 на площади 80 га.
Первым директором питомника стал Лукашов Артемий Максимович. После его смерти 19 сентября 1942 года, он был похоронен на территории питомника. Спустя десять лет на могиле первого директора был установлен бюст.
В 1944 году в питомнике была организована школа садоводства.

## Охраняемая природная территория
Памятник природы краевого значения с 20 января 1997 года. Реорганизован в природный парк краевого значения 24 августа 2020 года.